# Francesc Xavier Tubert i Alsina
Francesc Xavier Tubert i Alsina és un empresari i polític català, diputat al Congrés dels Diputats en la V i VI legislatures.
Diplomat en Direcció de Màrqueting a l'IESE de la Universitat de Navarra, treballà com a empresari agrícola i ramader a la seva pròpia empresa. Ha estat president de la Federació de Cooperatives Agràries de Catalunya i membre de la Confederació Empresarial Espanyola d'Economia Social (CEPES).
Militant de Convergència Democràtica de Catalunya, fou elegit regidor a l'Ajuntament de Riudellots de la Selva a les eleccions municipals espanyoles de 1979, 1983, 1987 i 1991. El febrer de 1995 va substituir en el seu escó Miquel Roca i Junyent, elegit diputat a les eleccions generals espanyoles de 1993. Ha estat Vocal de la Comissió d'Agricultura, Ramaderia i Pesca, de la Comissió Mixta dels Drets de la Dona i de la Comissió Mixta per a l'Estudi del Problema de la Droga. En novembre de 1999 va substituir en el seu escó Lluís Miquel Recoder i Miralles, elegit diputat a les eleccions generals espanyoles de 1996. Fins a 2000 fou novament vocal de la Comissió d'Agricultura, Ramaderia i Pesca del Congrés dels Diputats.